# Cantonul Niort-Nord
Cantonul Niort-Nord este un canton din arondismentul Niort, departamentul Deux-Sèvres, regiunea Poitou-Charentes, Franța.

## Comune
| Comune       | Populație (1999) | Cod poștal | Cod INSEE |
| ------------ | ---------------- | ---------- | --------- |
| Chauray      | 5.294            | 79180      | 79081     |
| Échiré       | 3.321            | 79410      | 79109     |
| Niort        | 18.443 (*)       | 79000      | 79191     |
| Saint-Gelais | 1.733            | 79410      | 79249     |
| Saint-Maxire | 1.131            | 79410      | 79281     |
| Saint-Rémy   | 1.043            | 79410      | 79293     |
| Sciecq       | 574              | 79000      | 79308     |